# Gasteroagaricoides
Gasteroagaricoides es un género de hongos en la familia Psathyrellaceae. El género incluye una sola especie denominada Gasteroagaricoides ralstoniae, descrita en 1986 a partir de ejemplares recolectados en la isla Norfolkpor el micólogo inglés Derek Reid.